# Campeonato Acreano Segunda Divisão 2012
In 2012 werd het vijfde Campeonato Acreano Segunda Divisão gespeeld voor clubs uit de Braziliaanse staat Acre. De competitie werd georganiseerd door de FFA en werd gespeeld van 8 tot 29 juli. Galvez werd kampioen.

## Eindstand
| Plaats | Club          | Wed. | W | G | V | Saldo | Ptn. |
| ------ | ------------- | ---- | - | - | - | ----- | ---- |
| 1.     | Galvez        | 4    | 3 | 1 | 0 | 14:2  | 10   |
| 2.     | Vasco da Gama | 4    | 2 | 1 | 1 | 10:7  | 7    |
| 3.     | Amax          | 4    | 0 | 0 | 4 | 3:18  | 0    |

|  | Kampioen |

### Kampioen
| Campeonato Acreano de 2012 - Segunda Divisão |
| Acre                                         |
| -------------------------------------------- |
| GALVEZ Kampioen (1° titel)                   |